# Cogollos (kommunhuvudort)
Cogollos är en kommunhuvudort i Spanien.   Den ligger i provinsen Provincia de Burgos och regionen Kastilien och Leon, i den norra delen av landet, 200 km norr om huvudstaden Madrid. Cogollos ligger 885 meter över havet och antalet invånare är 397.
Terrängen runt Cogollos är platt. Runt Cogollos är det mycket glesbefolkat, med 6 invånare per kvadratkilometer. Närmaste större samhälle är Burgos, 15,7 km norr om Cogollos. Trakten runt Cogollos består till största delen av jordbruksmark.